# Hold Your Colour
Hold Your Colour - debiutancki album studyjny australijsko-brytyjskiego zespołu Pendulum, wydany 25 lipca 2005 r. przez wytwórnię Breakbeat Kaos. Album zawiera czternaście utworów. Na wydanej w tym samym roku wersji winylowej znalazło się sześć kompozycji. Reedycja, w której miejsce utworów „Another Planet” oraz „Still Grey” zajmują „Blood Sugar” i „Axle Grinder” wydana została w 2007 roku. Płyta znalazła się na dwudziestym dziewiątym miejscu listy przebojów w Wielkiej Brytanii i na czterdziestym w Australii.

## Lista utworów
| Nr  | Tytuł utworu                                        | Długość |
| --- | --------------------------------------------------- | ------- |
| 1.  | „Prelude”                                           | 0:52    |
| 2.  | „Slam”                                              | 5:44    |
| 3.  | „Plasticworld” (gościnnie Fats i TC)                | 6:21    |
| 4.  | „Fasten Your Seatbelt” (gościnnie Freestylers)      | 6:38    |
| 5.  | „Through the Loop”                                  | 6:13    |
| 6.  | „Sounds of Life” (gościnnie Jasmine Yee)            | 5:21    |
| 7.  | „Girl in the Fire”                                  | 4:53    |
| 8.  | „Tarantula” (gościnnie DJ Fresh, $pyda i Tenor Fly) | 5:31    |
| 9.  | „Out Here”                                          | 6:07    |
| 10. | „Hold Your Colour”                                  | 5:28    |
| 11. | „The Terminal”                                      | 5:42    |
| 12. | „Streamline”                                        | 5:23    |
| 13. | „Another Planet”                                    | 7:38    |
| 14. | „Still Grey”                                        | 7:51    |
|     |                                                     | 1:19:42 |

Wydanie z 2007 roku
| Nr  | Tytuł utworu                                        | Długość |
| --- | --------------------------------------------------- | ------- |
| 1.  | „Prelude”                                           | 0:52    |
| 2.  | „Slam”                                              | 5:44    |
| 3.  | „Plasticworld” (gościnnie Fats i TC)                | 6:21    |
| 4.  | „Fasten Your Seatbelt” (gościnnie Freestylers)      | 6:38    |
| 5.  | „Through the Loop”                                  | 6:13    |
| 6.  | „Sounds of Life” (gościnnie Jasmine Yee)            | 5:21    |
| 7.  | „Girl in the Fire”                                  | 4:53    |
| 8.  | „Tarantula” (gościnnie DJ Fresh, $pyda i Tenor Fly) | 5:31    |
| 9.  | „Out Here”                                          | 6:07    |
| 10. | „Hold Your Colour”                                  | 5:28    |
| 11. | „The Terminal”                                      | 5:42    |
| 12. | „Streamline”                                        | 5:23    |
| 13. | „Blood Sugar”                                       | 5:17    |
| 14. | „Axle Grinder”                                      | 4:09    |
|     |                                                     | 1:13:39 |

Wydanie winylowe
| Nr | Tytuł utworu                             | Długość |
| -- | ---------------------------------------- | ------- |
| 1. | „Hold Your Colour”                       | 5:28    |
| 2. | „Girl in the Fire”                       | 4:53    |
| 3. | „Through the Loop”                       | 6:13    |
| 4. | „Plasticworld” (gościnnie Fats i TC)     | 6:21    |
| 5. | „The Terminal”                           | 5:42    |
| 6. | „Sounds of Life” (gościnnie Jasmine Yee) | 5:21    |
|    |                                          | 33:58   |

## Notowania na listach przebojów
| Lista                                   | Najwyższa pozycja |
| --------------------------------------- | ----------------- |
| Australia (Top 50 Albums)               | 40                |
| Wielka Brytania (UK Albums Chart)       | 29                |
| Wielka Brytania (UK Dance Albums Chart) | 9                 |